# بدشانس (فیلم ۲۰۰۶)
بد شانس (به انگلیسی: Hard Luck) یک فیلم ویدئویی آمریکایی محصول سال ۲۰۰۶ در ژانر فیلم جنایی، اکشن ودلهره‌آور به کارگردانی ماریو فن پیبلز با بازی وسلی اسنایپس است. این فیلم در تاریخ ۱۷ اکتبر ۲۰۰۶ به به صورت ویدئویی در آمریکا منتشر شد.

## داستان
داستان در مورد پلیس هایی می‌باشد که فروشندگان مواد مخدر و قاتلان زنجیره‌ای را دستگیر می‌کنند تا بتوانند فروشنده سابق و کله‌گنده‌ مواد مخدر، "لوکی" را دستگیر کنند...

## بازیگران
- وسلی اسنایپس ... لوکی
- ژاکلین کوینونز
- سیبل شفرد
- جیمز هیرویکی لیائو
- آبری دالر
- کوین تامز
- آدریان واشینگتن
- نواه فلیس
- بیل کوبس
- کوین چاپمن
- ماریو فن پیبلز
- لوئیس گازمن

## تولید
این اثر از تاریخ ۳ اکتبر تا ۲۸ نوامبر ۲۰۰۵ در ۵۶ روز در رود آیلند فیلمبرداری شده‌است.